# Mýrtos (Lassíthi)
Mýrtos, en grec moderne : Μύρτος, est un village du dème d'Ierápetra, dans le district régional de Lassíthi, de la Crète, en Grèce. Selon le recensement de 2011, la population de Mýrtos compte 441 habitants.
Le village est situé à une altitude de 10 m et à une distance de 14 km d'Ierápetra.